# 小纪镇 (扬州市)
小纪镇，是中华人民共和国江苏省扬州市江都区下辖的一个乡镇级行政单位。

## 行政区划
小纪镇下辖以下地区：
九龙社区、磨子街社区、银桥社区、纪东村、纪西村、竹墩村、蒲塘村、贾兴村、西贾村、宗村、赵家村、华景村、华阳村、兴旺村、东舍村、太平村、高徐村、双富村、富东村、富民村、郜庄村、双鸽村、嵇庄村、花彭村、西彭村、吉东村、吉西村、吉汉村、吴堡村、窑头村、金鑫村、新堡村和迎新村。